# Neobalataea
Neobalataea is een geslacht van vlinders van de familie bloeddrupjes (Zygaenidae).

## Soorten
- N. leptis (Jordan, 1907)
- N. nigriventris Alberti, 1954